# Polygonum sylvaticum
Polygonum sylvaticum är en slideväxtart som beskrevs av Skvortz. Polygonum sylvaticum ingår i släktet trampörter, och familjen slideväxter. Inga underarter finns listade i Catalogue of Life.